# Waaslander
Waaslander is een Belgisch biermerk. Het wordt gebrouwen door Brouwerij Boelens te Belsele, een deelgemeente van Sint-Niklaas.

## Achtergrond
Waaslander wordt gebrouwen voor Toerisme Waasland vzw. Het werd gelanceerd in 2005 ter gelegenheid van 50 jaar Toerisme Waasland.

## Het bier
Waaslander is een blond witbier met hergisting op de fles, met een alcoholpercentage van 6%.